# Halothamnus auriculus
Halothamnus auriculus ist eine Pflanzenart aus der Gattung Halothamnus in der Familie der Fuchsschwanzgewächse (Amaranthaceae).

## Beschreibung

### Vegetative Merkmale
Halothamnus auriculus wächst als Halbstrauch und erreicht Wuchshöhen von bis zu 90 Zentimeter. Die Zweige besitzen eine oliv-graue oder blau-grüne, hell gestreifte Rinde. Die flachen und etwas fleischigen Laubblätter sind in ihrer Form variabel (lanzettlich, dreieckig, eiförmig, herzförmig oder rundlich) bis 68 mm lang und 2,5 bis 45 mm breit, rundum mit deutlichem Hautrand, an der Basis oft halbstängelumfassend, die unteren oft am Stängel herablaufend, die oberen oft geöhrt.

### Generative Merkmale
Die Tragblätter ähneln den Laubblättern, die Vorblätter sind aufrecht, schuppenförmig, rundum hautrandig und kürzer als die 3,4 bis 4,7 mm langen Blüten. Die Narben sind an der Spitze gestutzt. Die geflügelte Frucht erreicht 12–18 mm Durchmesser, ihre Flügel setzen in oder oberhalb der Mitte an. Der Fruchttubus ist breit fäßchenförmig und weist an der Basis tiefe, komma- oder strichförmige Gruben auf.

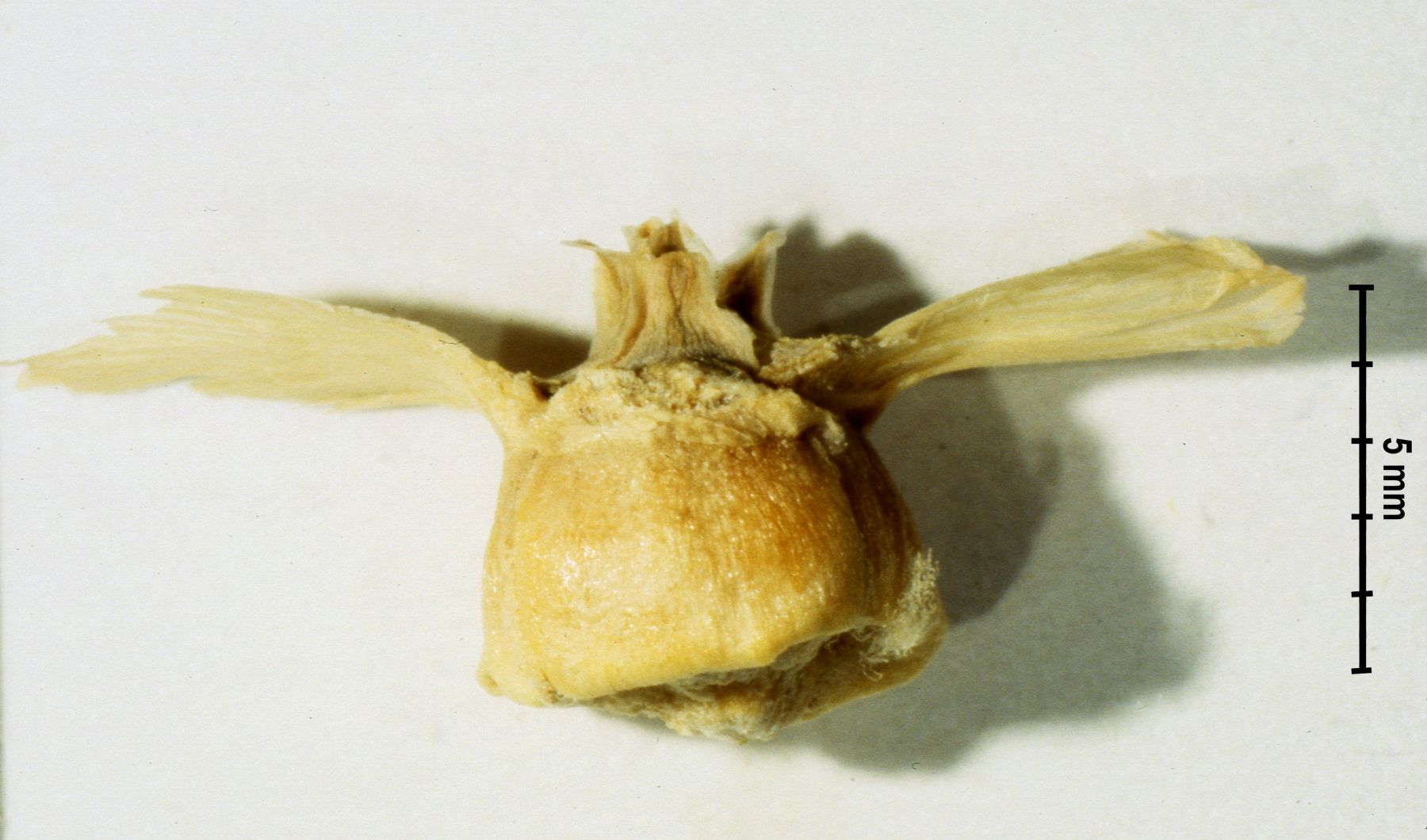
Frucht (Seitenansicht)
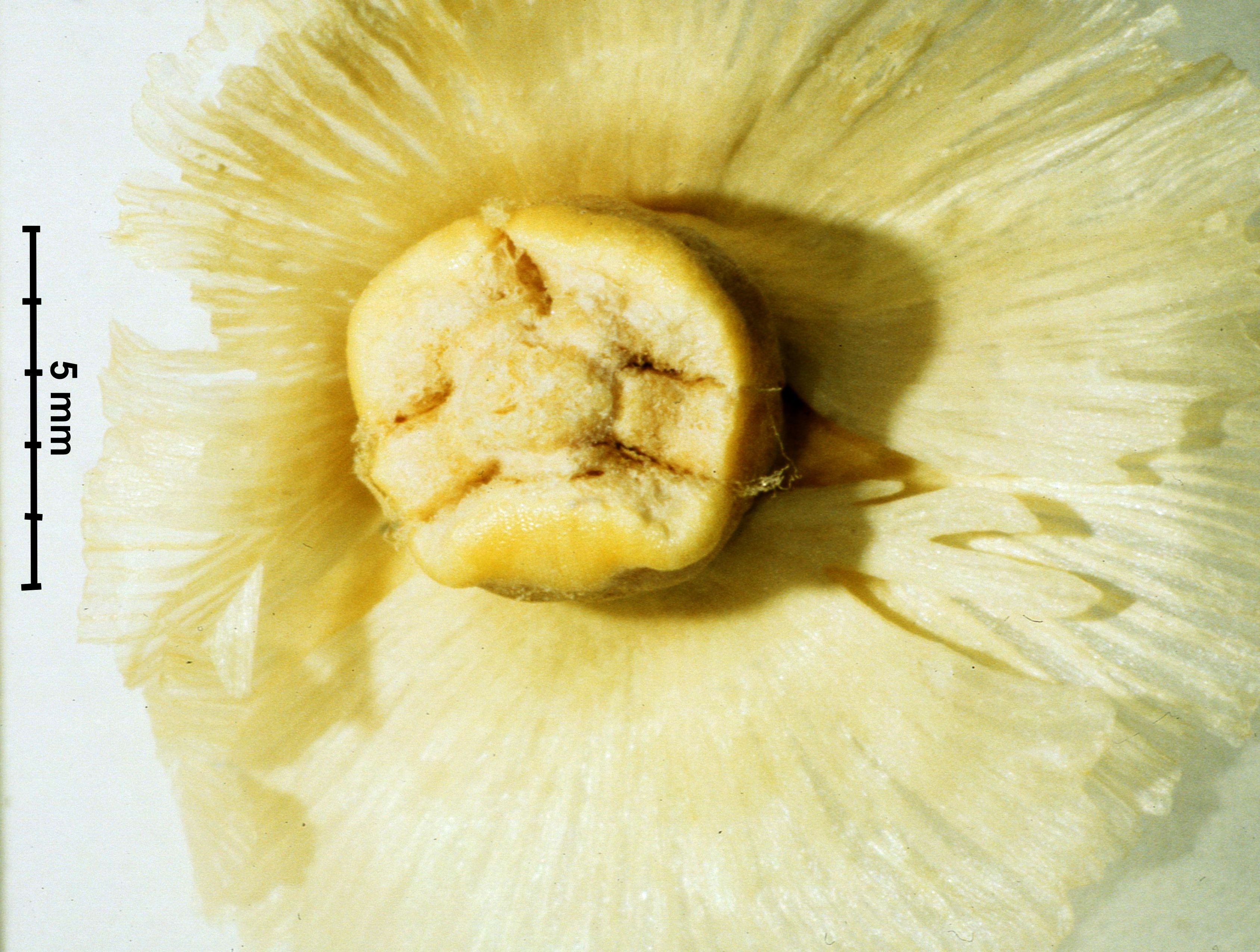
Frucht (Unterseite)

Die Unterart Halothamnus auriculus subsp. acutifolius unterscheidet sich durch schmalere (nur 2,5 bis 9 mm breite) wenig stängelumfassende und kaum herablaufende Laubblätter, sowie durch längere Narben.

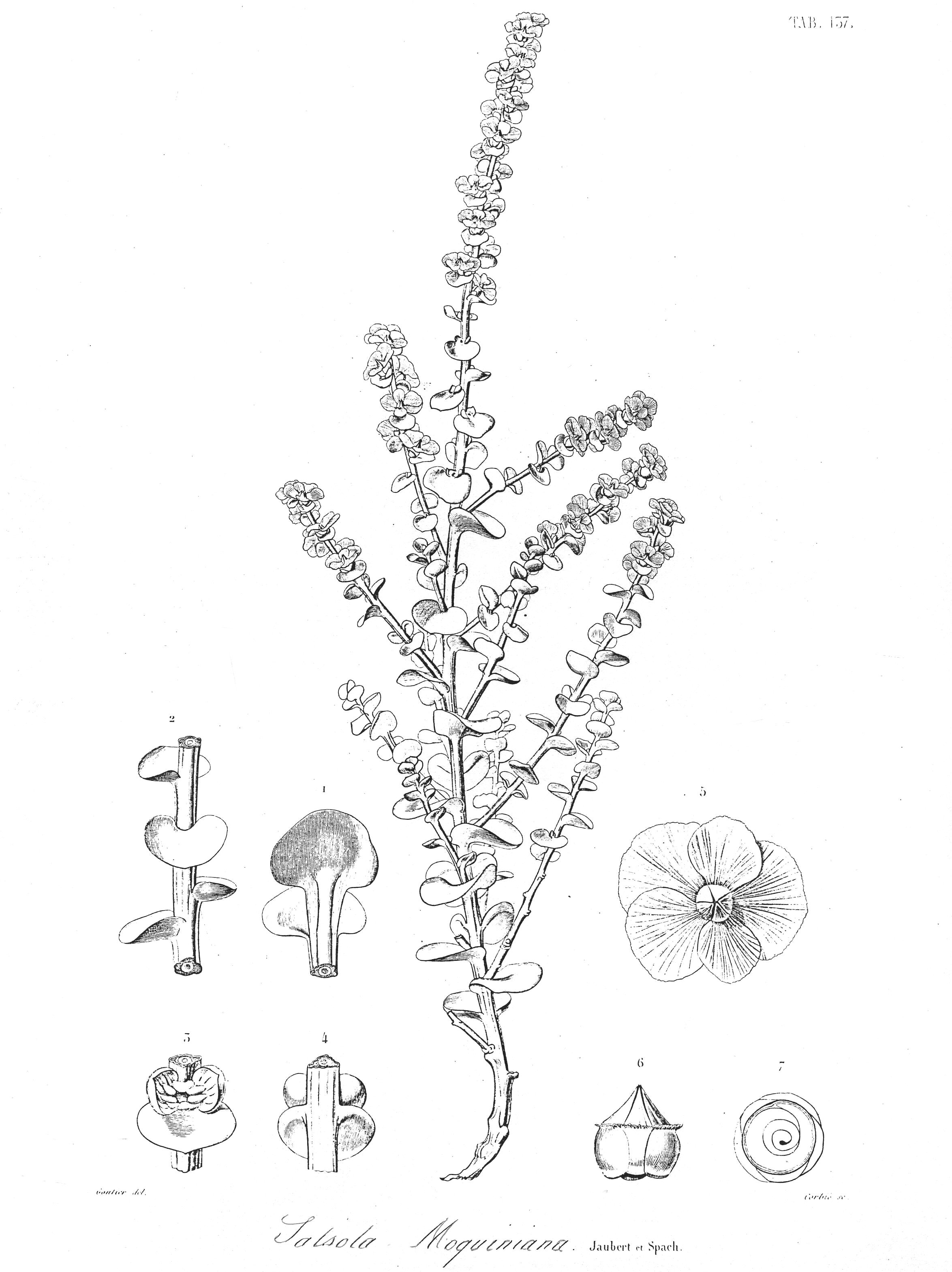
Illustration von Halothamnus auriculus subsp. auriculus
(diese Form mit besonders rundlichen Blättern wurde auch Salsola moquiniana genannt)

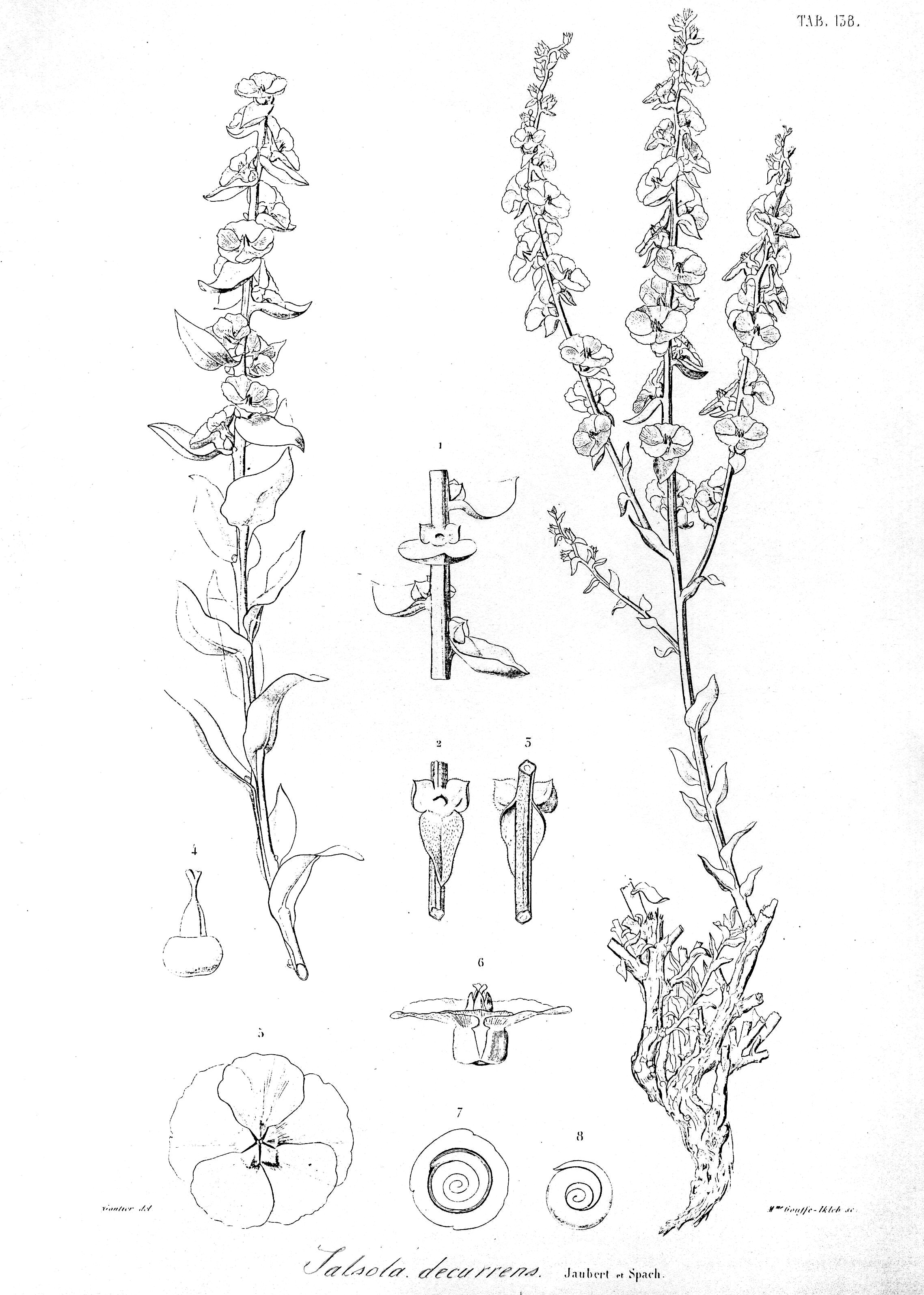
Illustration von Halothamnus auriculus subsp. acutifolius
(Synonym Salsola decurrens)

## Vorkommen
Das Verbreitungsgebiet von Halothamnus auriculus umfasst den nördlichen Iran, Pakistan (Baluchistan), Afghanistan, Süd-Turkmenistan, Tadschikistan, Usbekistan und Kirgisistan. Halothamnus auriculus wächst in Halbwüsten und Trockengehölzen auf lehmig-schotterigen, oft salz- oder gipshaltigen Böden in Höhenlagen von bis zu 2550 Meter.

## Systematik
Diese Art wurde von Alfred Moquin-Tandon 1834 bzw. 1840 unter dem Namen Salsola auricula Moq. erstveröffentlicht. Sie wurde 1981 von Victor Petrovič Botschantzev unter dem Namen Halothamnus auriculus (Moq.) Botsch. in die Gattung Halothamnus gestellt
Von Halothamnus auriculus gibt es zwei Unterarten:
- Halothamnus auriculus (Moq.) Botsch. subsp. auriculus (Syn.: Salsola auricula Moq., Caroxylon auriculum (Moq.) Moq., Aellenia auricula (Moq.) Ulbr., Salsola moquiniana Jaub. & Spach, Halothamnus moquinianus (Jaub. & Spach) Botsch.)
- Halothamnus auriculus subsp. acutifolius (Moq.) Kothe-Heinr. (Syn.:Salsola auricula Moq. ß. acutifolia Moq., Salsola decurrens Jaub. & Spach, Caroxylon acutifolium (Moq.) Moq. nom. illeg., Salsola acutifolia (Moq.) Bunge nom. illeg., Halothamnus acutifolius (Moq.) Botsch. nom. illeg.)

## Nutzung und Inhaltsstoffe
Halothamnus auriculus gilt als gute Futterpflanze und wird auf rekultivierten Weideflächen angebaut.
In ihren Blättern reichern die Pflanzen Bor an. Bei phytochemischen Untersuchungen der ganzen Pflanze wurden folgende Inhaltsstoffe nachgewiesen: Quercetin-3-Glucosid, 8-C-Glucopyranosyl-Apigenin, 5,6-Dihydroxy-3′,4′,7-Trimethoxy-Flavon, 4′,5,7-Trihydroxy-3′,6-Dimethoxy-Flavon, Quercetin-3′,4′-Dimethylether, Allantoinsäure, Allantoin, Oleanolsäure, β-Sitosterin, β-Sitosterol-3-O-β-D-glucopyranosid und Lupeol.